# Alexeï Chirinkine
Alexeï Dmitrievitch Chirinkine (en russe : Алексей Дмитриевич Ширинкин) est un aviateur russe puis soviétique, né le 24 février 1897[réf. nécessaire]  à Nytva et décédé le 8 février 1938 à Kommounarka, près de  Moscou. Il fut l'un des pionniers de l'aviation de chasse soviétique durant les années 1920-1930.

## Biographie
Dès le début de la Première Guerre mondiale, Chirinkine servit comme pilote de chasse au sein de la 1re escadrille de chasse  (Istrebitelni Aviaotriad) de la Force aérienne impériale. De mai 1916 à octobre 1917, il remporta quatre victoires aériennes.
En 1918, après la prise du pouvoir par les bolcheviks, il rejoignit les rangs de l'Armée rouge. En 1919, il reçut le commandement de la 7e escadrille de chasse, avec laquelle il combattit les armées blanches sur le front Sud, obtenant, le 24 septembre 1919, trois victoires au cours de la même journée.
Chirinkine fut ensuite dirigé sur le front Ouest, face à la nouvelle armée polonaise. Les 20 avril et 14 mars 1920, il abattit deux appareils polonais, devenant ainsi le tout premier « as » officiel des forces aériennes soviétiques.
Après la guerre soviéto-polonaise, il demeura dans l'Armée rouge et prit le commandement de la 4e division aérienne, terminant sa carrière comme général.
Au milieu des années 1930, Chirinkine prit sa retraite et vécut à Moscou. Le 14 décembre 1937, il fut arrêté par le NKVD et accusé d'espionnage et de la préparation d'un acte terroriste. Le collège militaire de la Cour suprême le condamna le 7 février 1938 à la peine de mort. La sentence fut exécutée le lendemain à Kommounarka, au sud-est de Moscou.
Alexeï Chirinkine a été réhabilité le 17 janvier 1963.

## Palmarès
Il est crédité de 9 victoires homologuées : 4 remportées au cours de la Première Guerre mondiale et 5 autres au sein de la section aérienne de l'Armée rouge.

## Décorations
Empire russe :
Il était titulaire des Ordres tsaristes suivants :
- quatre fois la Croix de saint Georges ;
- Ordre de Saint-Vladimir avec épées ;

Union soviétique :
- deux fois l'ordre du Drapeau rouge